# Saint-Philippe-de-Néri
Pour les articles homonymes, voir Saint-Philippe.
Saint-Philippe-de-Néri est une municipalité de paroisse dans la municipalité régionale de comté de Kamouraska au Québec (Canada), située dans la région administrative du Bas-Saint-Laurent, à une quinzaine de kilomètres au nord-est de la ville de La Pocatière.

## Histoire
Les premiers habitants arrivent à cet endroit en 1790 et les lieux sont identifiés comme Côte-des-Beaux-Biens (Côte-Beaubien, Côte-de-Beaubien, Côte-de-Beaux-Biens). Après avoir subi trois échecs en 1855, 1856 et 1859, les habitants obtiennent, en 1871, une paroisse détachée de Saint-Denis, Mont-Carmel, Saint-Pascal, Saint-Pacôme et Saint-Louis, placée sous la protection de saint Philippe de Néri. Cette appellation servira également à identifier la municipalité de paroisse créée en 1875.
Il revient à monseigneur Charles-François Baillargeon, arrivant d'un voyage à Rome, d'avoir choisi ce saint. Philippe Néri (1515-1595) jouissait à ce moment-là à Rome d'une grande popularité. Même si les citoyens avaient choisi comme patron saint Jean-Baptiste, en l'honneur de Jean-Baptiste Sérien qui avait fait don du terrain pour construire l'église, ils se rallièrent à la suggestion de l'évêque qui désirait pallier toute homonymie. Prêtre italien, Philippe Néri fonde l'Oratoire en 1575, qui regroupe des prêtres séculiers vivant en commun pour travailler au salut des âmes.

## Géographie
À partir de son crénon, dans le sud-est de la municipalité, la rivière Dufour coule vers le nord-est.

## Démographie
| 1996 | 2001 | 2006 | 2011 | 2016 | 2021 |
| ---- | ---- | ---- | ---- | ---- | ---- |
| 967  | 953  | 889  | 868  | 832  | 818  |

## Administration
Les élections municipales se font en bloc pour le maire et les six conseillers.
| Saint-Philippe-de-Néri Maires depuis 2001                                                                             |                  |         |          |
| Élection | Maire            | Qualité | Résultat |
| 2001 | René Dufour      |         | Voir     |
| 2005 | Gilles Lévesque  |         | Voir     |
| 2009 | Gilles Lévesque  | Voir    |          |
| 2013 | Gilles Lévesque  | Voir    |          |
| 2017 | Frédéric Lizotte |         | Voir     |
| 2021 | Frédéric Lizotte | Voir    |          |
| Élection partielle en italique Depuis 2005, les élections sont simultanées dans toutes les municipalités québécoises. |                  |         |          |

## Personnalités
- Abbé Antoine Bouchard, organiste, professeur, auteur, né à Saint-Philippe-de-Néri en 1932.
- Claude Béchard (1969-2010), député libéral provincial de Kamouraska-Témiscouata, né à Saint-Philippe-de-Néri.
- Gerry Ko, chanteur. (1943-)